# Sclerurus caudacutus
Sclerurus caudacutus là một loài chim trong họ Furnariidae.
Loài này được tìm thấy ở Bolivia, Brazil, Colombia, Ecuador, Guiana thuộc Pháp, Guyana, Peru, Suriname, và Venezuela. Môi trường sống tự nhiên của chúng là rừng ẩm vùng đất thấp nhiệt đới.